# Dispositivo di estricazione
Un dispositivo di estricazione, o corpetto estricatore o anche solo estricatore, è un dispositivo di primo soccorso che viene impiegato per l'estricazione di un traumatizzato da un veicolo.
I principali dispositivi in uso sono il KED (Kendrick Extrication Device) e l'XT.

## L'XT
L'XT è costituito da una tavola in fibra di carbonio e permette la stabilità del rachide senza utilizzare il collare cervicale in quanto dispone di un sistema (denominato QHI, Quick Head Immobilizer) formato da un cuscinetto per il capo, un immobilizzatore a Y che fissa la fronte ed una mentoniera.
L'XT garantisce l'intero allineamento della colonna, dal cranio al bacino, ed è quindi sufficiente alla immobilizzazione anche durante il trasporto.

## Il KED

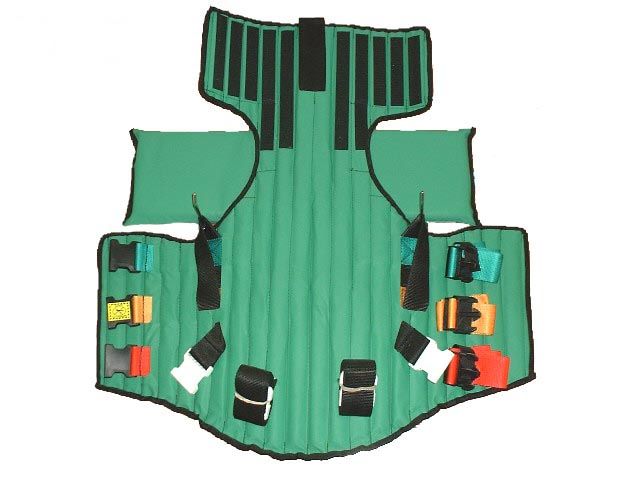
Un esemplare di KED

Il KED viene sempre utilizzato dopo l'applicazione del collare cervicale per mantenere l'immobilizzazione spinale e l'allineamento testa-collo-tronco. Tale accorgimento permette di ridurre i rischi di danni secondari a tali regioni durante l'estrazione dal veicolo. Il KED avvolge la testa, il collo e il tronco in una posizione semirigida, consentendo l'immobilizzazione della spina dorsale. In genere è caratterizzato da due cinte a strappo per la testa, tre attacchi regolabili per il tronco e due passanti che vengono fissati sulle gambe. Il KED è costituito da una serie di barre in legno o in altro materiale rigido rivestite da una giacca in nylon.
Di seguito sono riportati i principali passi per l'utilizzo del KED per estrarre un infortunato da un veicolo.
1. Posizionare un collarino cervicale della giusta misura sul collo dell'infortunato.
2. Continuando aiutandosi con le mani l'immobilizzazione cervicale, la persona viene fatta scorrere delicatamente in avanti permettendo l'introduzione dietro la schiena del KED ancora ripiegato.
3. I lati del KED vengono dispiegati sotto le ascelle.
4. Le cinte di fissaggio del KED vengono fissate: esse sono colorate per aiutare a ricordare la sequenza e per non confondere i vari attacchi.
5. Il paziente a questo punto può essere estratto dal veicolo, ruotato e assicurato su una tavola spinale.